# Prosphaerosyllis campoyi
Prosphaerosyllis campoyi är en ringmaskart som först beskrevs av San Martín, Acero, Contonente och Gomez 1982.  Prosphaerosyllis campoyi ingår i släktet Prosphaerosyllis och familjen Syllidae. Inga underarter finns listade i Catalogue of Life.